# Ander Murillo
Ander Murillo García (ur. 26 lipca 1983 w San Sebastián) piłkarz hiszpański narodowości baskijskiej grający na pozycji środkowego obrońcy. Obecnie występuje w baskijskim zespole Athletic Bilbao, z którym związany jest od 1999 roku (w pierwszym zespole od 2001 roku).

## Kariera klubowa
- Kluby juniorskie: Antiguoko San Sebastián (do 1999), Athletic Bilbao (1999–2001).
- Kluby seniorskie: Athletic Bilbao "B" (2001/02), Athletic Bilbao (od 2001).

Murillo urodził się w San Sebastián i jest wychowankiem małego miejscowego klubu Antiguoko Kirol, który specjalizuje się w szkoleniu młodzieży. W 1999 roku trafił do
Athletic Bilbao, gdzie przez 2 sezony grał w juniorach, potem pół sezonu w rezerwach, aż awansował do pierwszego składu – debiutując w Primera División w wieku zaledwie 18 lat.
Debiut w lidze okazał się dla niego i jego drużyny bardzo udany – wygrana na Camp Nou 24.11.2001 z miejscową FC Barceloną 2:1. Murillo wszedł na boisko w 77 minucie przy stanie 1:1. W swoim pierwszym sezonie najczęściej wchodził na boisko jako rezerwowy i wystąpił tylko w 11 spotkaniach ligowych i 6 w pucharze Hiszpanii. W sezonie 2002/03 wystąpił już w 18 meczach ligowych, ale w sezonie 2003/04 z powodu kontuzji zaliczył zaledwie 4 spotkania ligowe. W tamtym sezonie Athletic zajął 5. pozycję kwalifikując się tym samym do Pucharu UEFA. W sezonie 2004/2005 Murillo wywalczył miejsce w podstawowej jedenastce baskijskiego klubu i rozegrał 43 oficjalne mecze (31 liga, 5 puchar Króla i 7 w Pucharze UEFA). W sezonie 2006/07 Murillo strzelił swojego pierwszego gola w lidze – w zremisowanym 1:1 meczu z Deportivo La Coruña.
| Sezon   | Klub            | Kraj      | Rozgrywki                  | Mecze | Bramki |
| ------- | --------------- | --------- | -------------------------- | ----- | ------ |
| 2000/01 | Bilbao Athletic | Hiszpania | Segunda División B         | 14    | 0      |
| 2001/02 | Athletic Bilbao | Hiszpania | Primera División           | 11    | 0      |
| 2002/03 | Athletic Bilbao | Hiszpania | Primera División           | 18    | 0      |
| 2003/04 | Athletic Bilbao | Hiszpania | Primera División           | 4     | 0      |
| 2004/05 | Athletic Bilbao | Hiszpania | Primera División           | 31    | 0      |
| 2005/06 | Athletic Bilbao | Hiszpania | Primera División           | 26    | 0      |
| 2006/07 | Athletic Bilbao | Hiszpania | Primera División           | 34    | 1      |
| 2007/08 | Athletic Bilbao | Hiszpania | Primera División           |       |        |
|         |                 |           | Łącznie w Primera División | 124   | 1      |

## Kariera reprezentacyjna

### Młodzieżowa reprezentacja Hiszpanii
W 2002 roku Murillo był członkiem reprezentacji Hiszpanii U-19, która wywalczyła mistrzostwo Europy U-19.

### Reprezentacja Kraju Basków (Euskadi)
- Debiut: 08.10.2006 w meczu Katalonia – Euskadi 2:2.
- Bilans: 1 mecz.